# Jorge González (Marathonläufer)
Jorge González (Jorge Luis „Peco“ González; * 20. Dezember 1952 in Utuado) ist ein puerto-ricanischer Marathonläufer.
1983 holte er Gold bei den Panamerikanischen Spielen und stellte dabei mit 2:12:43 Stunden einen Landesrekord auf, der noch heute Bestand hat (Stand Juni 2017).
Beim Marathon der Olympischen Spiele 1984 belegte er den 13. Platz, und im selben Jahr siegte er beim Honolulu-Marathon. 1987 gewann er Bronze bei den Panamerikanischen Spielen.
Jorge González wird von seinen Landsleuten „Peco“ genannt, nach Pecos Bill, dem fiktionalen Wunder-Cowboy.